# Quinteto de cuerda n.º 4 (Mozart)
El Quinteto de cuerda n.º 4 en sol menor, K. 516, fue escrito por Wolfgang Amadeus Mozart en 1787. Como todos los quintetos de cuerda de Mozart, se trata de una obra escrita para lo que se conoce como "quinteto con viola", ya que la instrumentación consiste en un cuarteto de cuerda más una viola adicional (es decir, dos violines, dos violas y un violonchelo).
La obra fue completada el 16 de mayo de 1787, menos de un mes después de haber terminado su gran Quinteto de cuerda n.º 3 (en do mayor). No sería esta la última vez en la que un gran par de obras de la misma forma en do mayor/sol menor son publicadas con gran proximidad temporal y reciben números consecutivos en el Catálogo de Köchel. Al año siguiente, la Sinfonía n.º 40 (en sol menor) y la Sinfonía n.º 41 (en do mayor) serían completadas con unas semanas de diferencia entre ambas.
La obra presenta un carácter oscuro y melancólico, típico de las composiciones mozartianas en sol menor.

## Estructura
La obra consta de cuatro movimientos:
- I. Allegro
- II. Menuetto: Allegretto
- III. Adagio ma non troppo
- IV. Adagio - Allegro

El primer movimiento está escrito en forma sonata, con los dos grupos temáticos iniciados en sol menor. El movimiento no resuelve en el modo mayor en la recapitulación, concluyendo en modo menor.
El menuetto es el segundo movimiento, y solo presenta de minuetto el nombre, ya que el turbulento tema en sol menor y los robustos acordes de tercera batidos, le confieren un carácter muy poco danzable. El trio central está en la brillante tonalidad de sol mayor.
El tercer movimiento, compuesto en mi bemol mayor, es lento, melancólico y nostálgico, promoviendo la desesperación ocasionada por los movimientos previos. Piotr Ilich Chaikovski dijo de este movimiento: «Nadie ha sabido nunca tan bien cómo interpretar tan exquisitamente en música el sentimiento de resignación y la inconsolable sombra».
El inicio del cuarto movimiento no se corresponde con el típico finale de tempo rápido, sino que es una lenta cavatina, de nuevo en la tonalidad principal de sol menor. Se trata de un canto fúnebre o lamento más pausado incluso que el movimiento que lo precede. La música se regodea en esta área oscura durante unos minutos, antes de alcanzar una ominosa pausa. En este momento, Mozart se lanza inesperadamente hacia el bullicioso Allegro en sol mayor, que genera un agreste contraste entre este movimiento y los que lo preceden. La crítica ha sugerido en varias ocasiones que este despreocupado finale pudo haber sido agregado para amortiguar el efecto creado en el oyente tras tres movimientos de intensa afección.